# Jerzy Kubisz
Jerzy Kubisz (15. srpna 1862 Konská – 5. června 1939 Těšín) byl polský pedagog a občanský aktivista na Těšínském Slezsku.

## Životopis
Pocházel z rolnické rodiny Pavla a Zuzanny rozené Kłapsiové. Obecnou školu navštěvoval v Konské, od roku 1875 nižší ročníky německého gymnázia a poté učitelský ústav v Těšíně. Působil jako učitel na venkovských školách v Těšínském Slezsku. Jako jeden z prvních se postavil proti germanizaci škol přednesením polského příspěvku na učitelské konferenci, kterou svolal Těšínský Landlehrerverein.
Spolu s Atanazym Pacułą a Wiktorem Terlidą vytvořili Slabikář pro obecné školy (1890). V letech 1897–1919 byl ředitelem školy v Chotěbuzi. V Chotěbuzi také založil zahrádkářský kroužek, hasičský sbor a Raiffeisenův fond.
Byl spoluzakladatelem Polského pedagogického kroužku v Ustroni, založeného na podzim 1888 a transformovaného v roce 1896 na Polskou pedagogickou společnost v Těšínském Slezsku. V letech 1892–1902 byl šéfredaktorem tiskového orgánu této organizace, vydávaného pod názvem Pedagogický měsíčník. V roce 1922 působil jako zástupce školního inspektora v Těšíně do 1. února 1929, kdy odešel do důchodu.
Byl ženatý s Annou Michejda, měli děti: Jerzyho († 1959), Władysława (1892–1941), Stanisława (1898–1940) a dceru Zofii. Syn, Dr. Stanisław Kubisz byl doktor filozofie, středoškolský učitel, úředník Katovického vojvodství, důstojník v záloze, evakuován do Lvova, deportován v červnu 1940 do Karélie, zemřel zřejmě v Archangelsku – stal se obětí Katyňského zločinu. Další syn, Władysław Kubisz (1892–1941) byl také oběťi Katyňského zločinu.
Jeho nevlastním bratrem byl Józef Kubisz – rakousko-uherský diplomat v USA, 1919–1933 polský konzul v New Yorku, Pittsburghu a Chicagu.
Byl pohřben na evangelickém hřbitově v Těšíně.

## Ocenění
- Kříž nezávislosti (2. srpna 1931)[p 1][6]
- Důstojnický kříž Řádu znovuzrozeného Polska (27. listopadu 1929)[7]